# Navaornis
Navaornis is een uitgestorven geslacht met slechts een fossiele vogelsoort Navaornis hestiae. De in Brazilië gevonden vogel, die 80 miljoen jaar geleden leefde, is afkomstig uit het late Krijt, aan het eind van het Mesozoïcum, toen de meeste dinosauriërs uitgestorven zijn. De vogel, die de afmeting van een spreeuw heeft, behoort tot de Enantiornithes en is uitzonderlijk goed bewaard gebleven. Vooral de schedel is goed bewaard en heeft het mogelijk gemaakt zowel de vorm als de inhoud ervan met scans te analyseren. Het fossiel vult een lacune in het fossielenbestand en overbrugt een kloof tussen de 150 miljoen jaar oude "oervogel" Archaeopteryx en de moderne vogels, behorende tot de Neornithes.

## Ontdekking

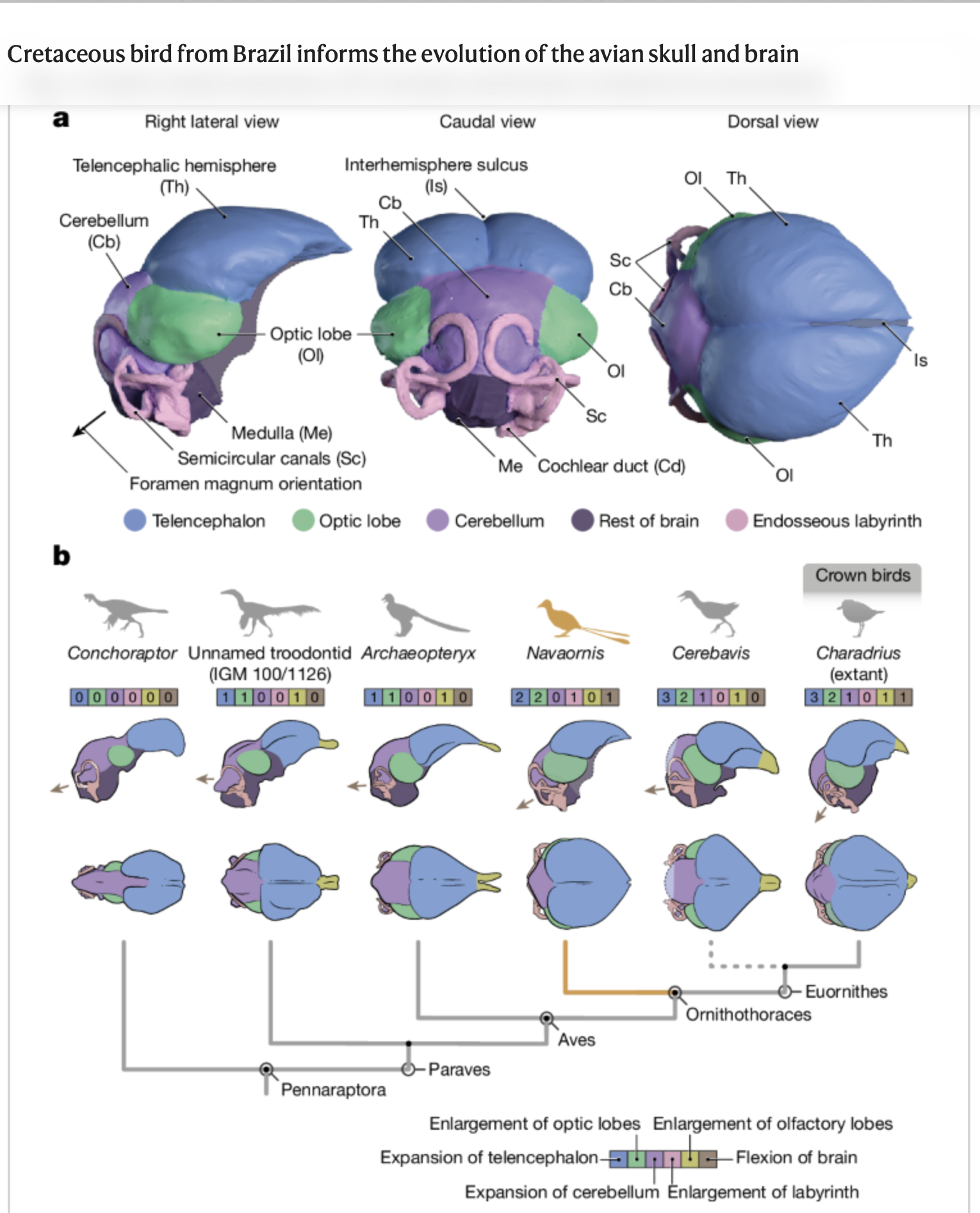
a, Driedimensionale reconstructie van de endocraniale morfologie van N. hestiae b, Evolutie van endocraniale morfologie in de Pennaraptora. Getallen in de gekleurde vakken verwijzen naar de mate van expansie van elk van de belangrijkste neuroanatomische en sensorische regio's van de hersenen voor elk taxon. Bruine pijlen in b geven de oriëntatie van het groot achterhoofdsgat (foramen magnum) weer.

Navaornis hestiae is wat de geslachtsnaam betreft genoemd naar William Nava, die het holotype MPM-200-1 in 2016 ontdekte in een laag van de Adamantinaformatie, Santonien-Campanien, in de Sítio Paleontológico ‘José Martin Suárez’ in Presidente Prudente welke vindplaats hij in 2004 begon op te graven. De soortaanduiding hestiae verwijst naar Hestia, de Griekse godin van het vuur en de huiselijke haard, die wordt beschouwd als zowel de oudste als de jongste van de Twaalf Olympische Goden. N. hestiae bezit een vergelijkbaar kenmerk omdat het fossiel tot een archaïsche afstammingslijn behoort, maar de schedelgeometrie zo goed als modern is. Het holotype bestaat uit een schedel met onderkaken en voorste halswervels maar een gedeeltelijk postcraniaal skelet behoort vermoedelijk tot hetzelfde individu en is geïnventariseerd onder het overkoepelende nummer MPM-200.
Toegewezen is specimen MPM-334-1, een onderste hersenpan, ook uit William’s Quarry.

## De hersenen
Ondanks dat Navaornis tot de Enantiornithes behoort, een onderklasse van uitgestorven vogels die geen voorouders zijn van de huidige vogels, vertoont het geslacht een grote gelijkenis met de schedelvorm en hersenstructuur van moderne vogels. Het heeft grote oogkassen, een gewelfde schedel en heeft geen tanden. Navaornis behoudt echter ook enkele primitieve kenmerken. Zo zijn bijvoorbeeld de kleine hersenen (cerebellum) en de grote hersenen (één centimeter lang) minder ontwikkeld vergeleken met moderne vogels. Dit betekent waarschijnlijk dat de vogel minder controle had over complexe vliegbewegingen. Hij had daarentegen wel een groot evenwichtsorgaan wat kan betekenen dat het vliegen voluit deel van zijn bestaan uitmaakte.
Deze combinatie van moderne en primitieve kenmerken suggereert dat de unieke kenmerken van moderne vogels zich vroeger in de evolutie van vogels hebben ontwikkeld dan eerder werd gedacht.

## Onderscheidende kenmerken

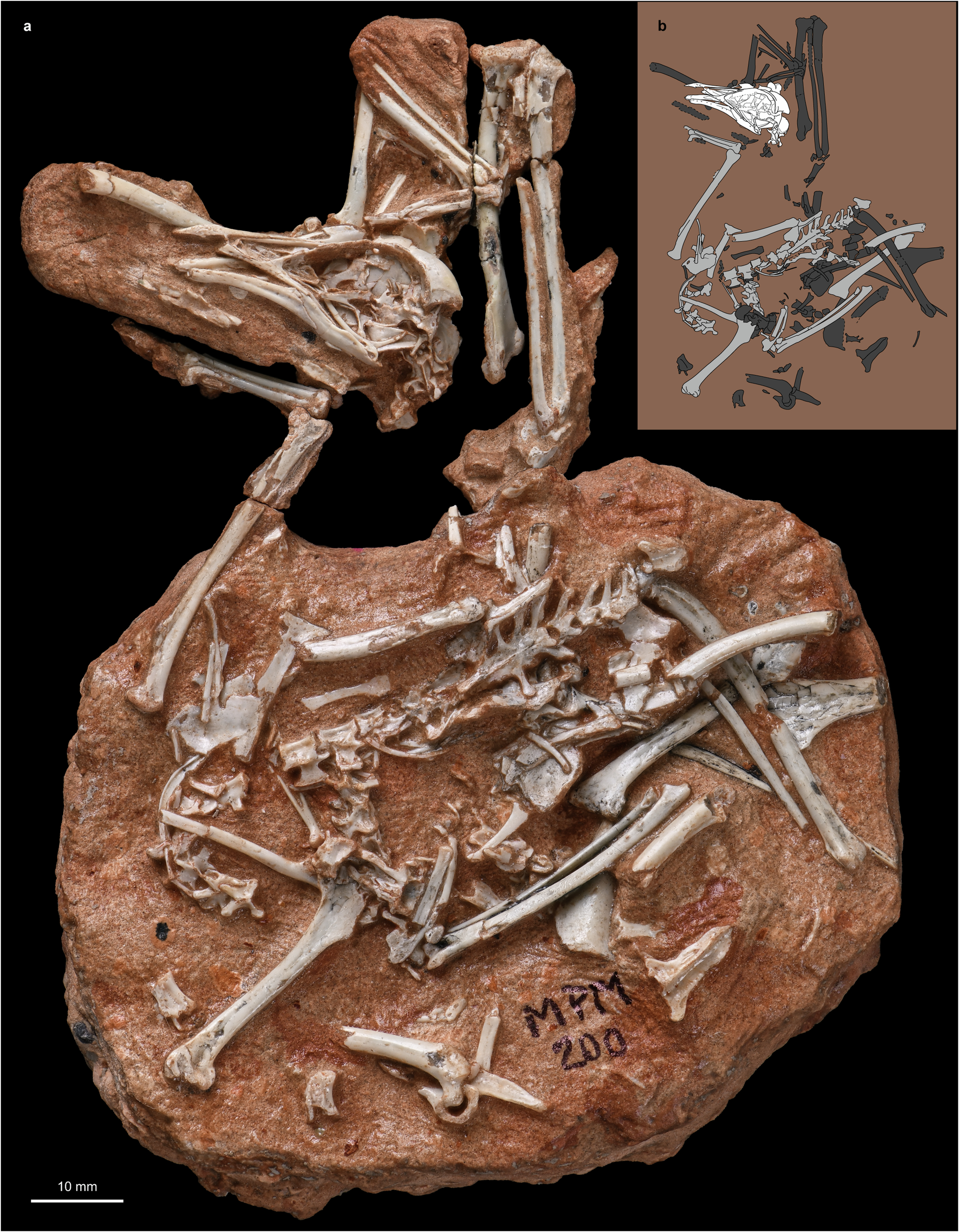
Het holotype

Verschillende onderscheidende kenmerken van Navaornis zijn vastgesteld. Het gaat om een unieke combinatie van op zich niet unieke eigenschappen. De praemaxillae, de gepaarde voorste snuitbeenderen, zijn volledig vergroeid met een bol voorste bovenvlak. Het jukbeen is sterk gebogen. Het os quadratojugale is klein en kommavormig. Het traanbeen is piepklein en scheidt de oogkas niet van de fenestra antorbitalis, het venster in de zijkant van de achterste snuit. De voorste punt van het parasfenoïde van de hersenpan wordt doorboord door een groot eirond venster. De processus basipterygoidei, uitsteeksels die van de onderste hersenpan afhangen, zijn langwerpig. Het voorste halfcirkelvormig kanaal van het evenwichtsorgaan holt de bovenrand van het os supraoccipitale uit, het centrale bovenste bot van het achterhoofd. De binnenste tak van de mandibula is robuust en sterk uitstekend.

## Fylogenie
Navaornis vormt een klade met Gobipteryx en Yuornis. De beschrijvers waren onzeker of de grote hersenen een geval waren van convergente evolutie tussen de Eniantiornithes en de Neornithes of al ontwikkeld waren vóór de Ornithothoraces, de afstammelingen van hun laatste gemeenschappelijke voorouder, ontstonden.